# Sauðahlíðarfjall
Sauðahlíðarfjall är ett berg i republiken Island. Det ligger i regionen Austurland, 400 km öster om huvudstaden Reykjavík. Toppen på Sauðahlíðarfjall är 767 meter över havet.
Runt Sauðahlíðarfjall är det mycket glesbefolkat, med 3 invånare per kvadratkilometer. Närmaste större samhälle är Egilsstaðir, omkring 14 kilometer norr om Sauðahlíðarfjall. Trakten runt Sauðahlíðarfjall består i huvudsak av gräsmarker.